# Ritual de lo habitual
| Recensione | Giudizio |
| ---------- | -------- |
| AllMusic   |          |

Ritual de lo Habitual è il terzo album, secondo in studio, dei Jane's Addiction, pubblicato il 21 agosto 1990 dalla Warner Bros. Records.

## Il disco
La copertina dell'album, la foto di una scultura raffigurante tre donne nude, fu censurata negli Stati Uniti. Di conseguenza, il gruppo fece distribuire una versione con in copertina uno sfondo totalmente bianco sul quale, oltre al titolo e al nome del gruppo, si leggeva il I emendamento della Costituzione degli Stati Uniti, che garantisce, fra l'altro, la libertà di espressione in ogni sua forma.
La rivista Rolling Stone ha inserito il disco nella sua Lista dei 500 migliori album, alla posizione numero 453.

## Tracce
Testi e musiche di Jane's Addiction.
1. Stop! – 4:14
2. No One's Leaving – 3:01
3. Ain't No Right – 3:34
4. Obvious – 5:55
5. Been Caught Stealing – 3:34
6. Three Days – 10:48
7. Then She Did... – 8:18
8. Of Course – 7:02 (testo: Perry Farrell)
9. Classic Girl – 5:07

## Formazione
- Perry Farrell – voce
- Dave Navarro – chitarra
- Eric Avery – basso
- Stephen Perkins – batteria

### Musicisti ospiti
- Charlie Bisharat – violino (traccia: 8), violino elettrico (traccia: 7)
- Ronnie S. Champagne – basso (traccia: 8)
- John Philip Shenale – violino (traccia: 7)
- Geoff Stradling – pianoforte (traccia: 4)